# Irina Andrejewna Dawydowa

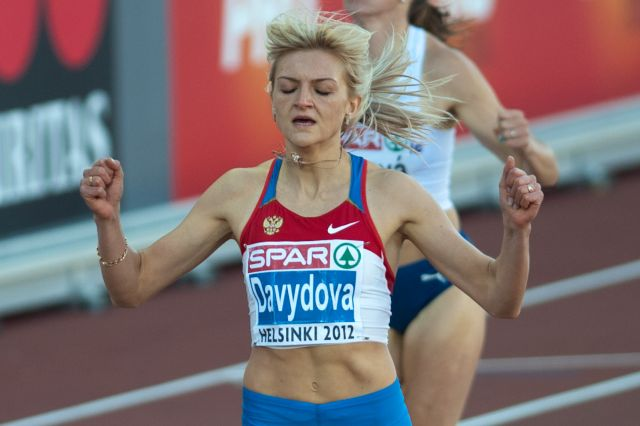
Irina Dawydowa 2012 in Helsinki

Irina Andrejewna Dawydowa (russisch Ирина Андреевна Давыдова, engl. Transkription Irina Davydova; verheiratete Kolesnitschenko – Колесниченко – Kolesnichenko; * 27. Mai 1988 in Alexandrow, Oblast Wladimir) ist eine russische Leichtathletin.
Irina Dawydowa war 2011 Zweite im 400-Meter-Hürdenlauf bei der Universiade. Anfang 2012 startete sie bei den Hallenweltmeisterschaften in Istanbul auf der 400-Meter-Flachstrecke und schied im Halbfinale aus. Bei den Freilufteuropameisterschaften in Helsinki verbesserte sie ihre persönliche Bestleistung über die lange Hürdenstrecke auf 53,77 s und gewann damit den Titel.
Irina Dawydowa hat bei einer Körpergröße von 1,70 m ein Wettkampfgewicht von 65 kg. Sie studiert in Moskau an der Modern University for the Humanities.

## Bestzeiten
- 400 Meter Hürden: 53,77 s, 29. Juni 2012 in Helsinki
- 400 Meter (Halle): 51,94 s, 22. Februar 2012 in Moskau